# Eldorado (Misiones)

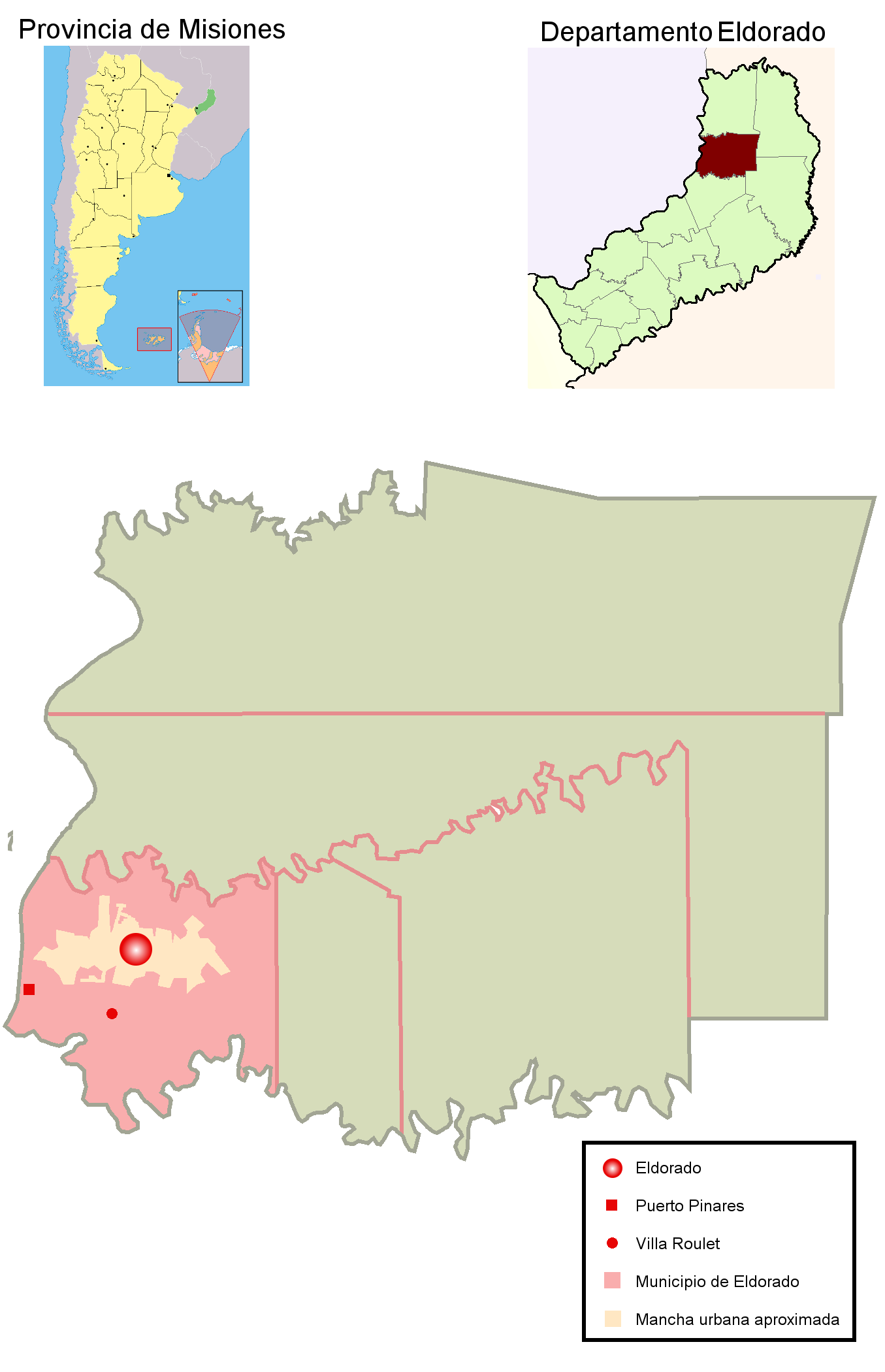
Mapa del municipio de Eldorado y su mancha urbana dentro del departamento homónimo.

Eldorado es una ciudad argentina, al noroeste de la provincia de Misiones. Es la tercera ciudad más poblada de la provincia (56
323 hab.). Es la cabecera del departamento homónimo. Fue fundada por el empresario alemán Adolfo Julio Schwelm como una colonia de alemanes, a la que también invitó colonos suecos, daneses,  ucranianos,  polacos y neerlandeses.

## Toponimia
El nombre fue adquirido de la leyenda común entre los conquistadores de América, de la existencia de una comarca en estas latitudes llena de tesoros y riquezas. La denominación con la que se conoce se debe a que constituye un emporio de trabajo y de progreso.

## Ubicación
Se encuentra a 105 km de Puerto Iguazú, a 174 km de Oberá, a 207 km de Posadas y a 1185 km de Buenos Aires.
Se divide por kilómetros y zona, este y oeste; el municipio limita al este con el municipio de 9 de Julio, al norte con Colonia Victoria, al sur con el municipio de Puerto Piray y al oeste con la república del Paraguay. Al norte y al sur discurren 2 importantes arroyos tributarios del río Paraná, el Pira-í miní y el Pira-í guazú.
Se llega a ella a través de la Ruta Nacional 12, que la comunica con las Cataratas del Iguazú y la ciudad de Posadas. Asimismo, la Ruta Provincial 17 une la ciudad con la de Bernardo de Irigoyen. Dentro del municipio de Eldorado se encuentran también los núcleos urbanos de Puerto Pinares y Villa Roulet.

## Historia
Eldorado fue fundada a orillas del río Paraná (y por tanto justo frente a Paraguay) el 29 de septiembre de 1919 por el empresario alemán Adolfo Julio Schwelm como una colonia de alemanes, a la que también invitó colonos suecos, daneses,  ucranianos,  polacos y neerlandeses. La colonia se pobló con inmigrantes de ascendencia alemana que conservaban su idioma ancestral (alemanes étnicos) provenientes de Brasil y también de Alemania. 
Ese mismo año, unos 70 km al sur de Eldorado, también a orillas de río Paraná, el empresario alemán Carlos Culmey fundó Puerto Rico como una colonia alemana católica (en un primer momento con alemanes de Brasil), mientras que el año siguiente, 20 km al sur de Eldorado y también a orillas del río Paraná, fundó la colonia de Montecarlo con inmigrantes de origen alemán protestante (primero provenientes de Brasil pero luego provenientes mayoritariamente de Alemania, en especial de Baden-Wurtemberg).
Los empresarios Schwelm y Culmey lograron distribuir a los colonos alemanes que llegaban siguiendo los principios del Waldhufendorf (aldea o caserío con terrenos cultivables en el bosque o monte), un sistema muy típico del área central de bosques de Alemania. Se implementó este sistema de parcelamiento ya que estas colonias estaban ubicadas en la región de la Selva Paranaense. Cada colonia fue subdividida en fracciones denominadas "línea", debido a que en Brasil el camino o la picada que unía los lotes era llamada linha. Estas fracciones fueron ocupadas por grupos de unas quince familias. La picada principal permitió un mayor contacto entre los pioneros, posibilitó que la colonización se fuera afianzando y contribuyó a generar un sentimiento de solidaridad grupal de larga duración en el tiempo.
A fines de 1924, la compañía fundada por Adolfo Julio Schwelm se fusionó con la de Culmey, el empresario alemán radicado en Argentina que había llevado a cabo las colonizaciones de Puerto Rico y Montecarlo. A partir de ese momento, las colonias de Puerto Rico, Montecarlo y Eldorado fueron administradas por la "Compañía de Explotación de Bosques Eldorado". Estas colonias habían nacido desde sus inicios con el mismo objetivo de realizar una colonización selectiva con inmigrantes de origen germánico.
Culmey organizó los asentamientos de alemanes separándolos estrictamente por confesión religiosa (católicos de un lado, protestantes del otro) y pensaba que, en un principio, en las nuevas colonias se debían admitir solamente alemanes que hubieran pasado por la "Urwaldschule" (es decir, la "escuela" de la selva) en Brasil. Ya que las dificultades de iniciar una colonización en la selva eran muy grandes y bien conocidas por quienes la dirigían, y es por ello que los colonos alemanes-brasileños iban a tener como misión "formar la base de ayuda y sostén para los -eventualmente- recién llegados de Alemania en las nuevas colonias". Sólo de esa manera se iba a poder lograr una prosperidad más rápida de las colonias, con el aprendizaje ya hecho.
Schwelm compartía esa misma idea y así lo hicieron. La particularidad de Schwelm, sin embargo, es que además de alemanes llevó a Eldorado colonos suecos, daneses, holandeses, etc. y luego destinó Colonia Victoria (ubicada 12 km al norte de Eldorado) para inmigrantes anglosajones.
A mediados de la década de 1930, arribó otro gran número de inmigrantes suizos germanos y fueron ubicados principalmente en Línea Cuchilla, en Puerto Rico, y en el Kilómetro 28 en Eldorado.

## Economía
Hoy en día se desarrolla principalmente la industria y el comercio. La gran mayoría de la población es urbana, y una pequeña cantidad de población rural, que abastece de materias primas a las industrias de la ciudad. Estas industrias también se abastecen con materias primas de localidades cercanas (el resto de las localidades de este depto. son rurales); es la 3.ª ciudad en importancia de la Provincia de Misiones, Eldorado, nombrada Capital del Trabajo, cuenta con aproximadamente 60.000 habitantes y su principal actividad, como en todo el Alto Paraná, es la madera, entre la que predomina las especies nativas y en gran cantidad en el sector forestal, el pino ellioti.
La industria maderera es la principal actividad económica. La ciudad tiene más de 70 aserraderos, además de laminadoras y una fábrica de muebles. Se produce machimbre, tableros alistonados, vigas multilaminadas, etc., que en parte se exportan a Estados Unidos, Japón, Israel y Europa. Otras industrias son la elaboración de aceite de tung, la elaboración de jugos concentrados (a partir de cítricos) y la industria yerbatera (secaderos y molinos yerbateros), poco desarrollada en esta ciudad.
También se desarrolla la agricultura. Hay cultivos de yerba mate, tung o aleurites, cítricos, hortalizas y algo de mandioca. Además hay forestaciones con pinos y eucaliptos (este último en menor medida), que junto con algunas maderas de la selva abastecen a la industria maderera local. Otra parte se envía a fábricas de muebles en otras partes del país, a las papeleras de la provincia y para exportación.
El turismo es una actividad creciente; su condición de última ciudad antes de las Cataratas la convierte en un lugar de paso obligado.

### Turismo
Los atractivos turísticos de esta ciudad son: el parque Schwelm, el vivero municipal (dentro del parque), la Plazoleta de las Naciones, el campin Piray Guazú (a orillas del arroyo homónimo), el campin Faubel (en el arroyo Piray Miní), el campin La Playita, los saltos Elena, Küpper y Pomar, la Cueva Miní, el campin "Las Praderas", en la localidad de Santiago de Liniers, el Museo Municipal (en el parque Schwelm) y el Museo Cooperativo.

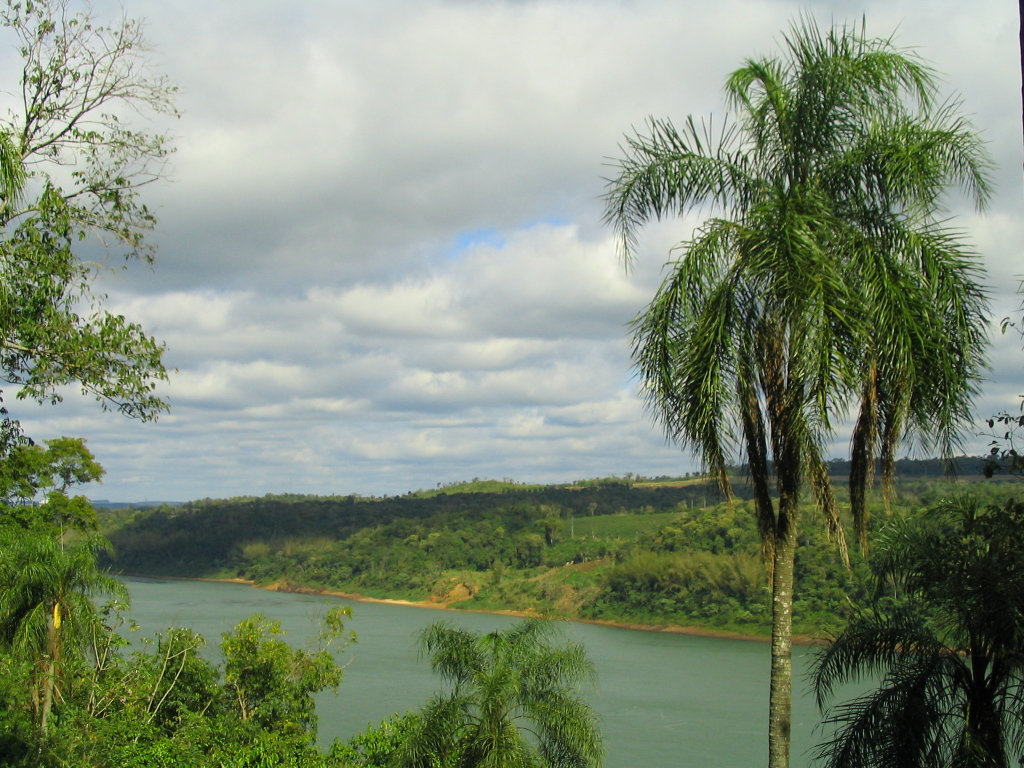
Vista del Paraná desde el parque municipal Adolfo Schwelm

También se puede recorrer la zona céntrica, donde se pueden encontrar bares, restaurantes, tiendas de ropa, tiendas deportivas, discotecas, confiterías, bancos, casas de cambio, etc., y posee una peatonal de pocas cuadras. En cuanto al alojamiento, hay cabañas, cámpines y hosterías. Además de la avenida Costanera, con una costanera a orillas del Río Paraná.

### Educación
Eldorado cuenta con todos los niveles educativos, destacándose la Facultad de Ciencias Forestales, de la Universidad Nacional de Misiones, donde se ofrecen las carreras Ingeniería Forestal, Ingeniería Agronómica, Ingeniería en Industrias de la Madera, Profesorado en Biología y Técnico Universitario Guardaparque (esta se cursa en la localidad de San Pedro). También se desarrollan maestrías, como la de Ciencias Forestales.
En 2013, generó un convenio con las Escuelas Técnicas ORT.

### Educación Secundaria
El Centro Educativo Polimodal N°16 se encuentra ubicado en su edificio propio sobre la calle Presidente Franco N.º 2149  en el barrio IPRODHA, 30 viviendas del km 3 a metros de la avda. Matienzo, siendo esta una de las arterias principales de circulación  de los habitantes  de la zona oeste de la ciudad de Eldorado.
Matrícula Total: 600 estudiantes- 21 secciones en total. Turno mañana: 9 secciones. Turno tarde: 6 Secciones.Turno Noche: 6 secciones.
RESEÑA DEL CEP N.º 16- AÑO 2007-2022
El Centro Educativo Polimodal N.º 16   es una institución educativa de nivel secundario de gestión pública, que fue creada  por  Resolución N.º 1740 del Consejo General de la Provincia de Misiones el  día 24 de abril en el año 2007, que tiene como lema: “Educar con  Amor y Responsabilidad, para la Vida y  para la Libertad”.
Hoy la escuela cuenta con 21 secciones distribuidas en tres turnos, con una  matrícula de  600 estudiantes, un plantel de 68 docentes,  en sus inicios el  primer director fue el profesor Luis Darío Barrios, actualmente su directora es la Lic. Abelina Reina  Bobadilla,  su   vicedirectora  del turno tarde es la prof. klan Susana, y su vicedirectora del turno noche la prof. Villalba Noelia. El Secretario Erasmo Carlos Velázquez.
El Centro Educativo Polimodal N°16 es una institución pedagógica que tiene como misión, formar ciudadanos/as comprometidos/as con la sociedad, con valores y principios sólidos, con capacidades y habilidades que contribuyan al desarrollo integral de las personas,  que  fomenta  a la   convivencia  escolar sobre la base de la comunicación, la participación y el compromiso de todos los actores.
La escuela tiene como oferta educativa dos modalidades:  
Orientación en Economía y Administración, en el turno mañana.
Orientación en Humanidades y Ciencias   Sociales, en el turno tarde.
Orientación en Economía y Administración y Orientación en Humanidades y Ciencias   Sociales, en el turno noche.
Desde sus inicios la escuela cuenta con una cooperativa escolar denominada “por mi escuela”,  un centro de estudiantes,  programas de apoyo a las trayectorias escolares  denominado “Volvé a la Escuela”,  “Medios Escolares”y que a través  de ella se desarrollan los talleres de radio. La escuela cuenta con  un estudio propio de radio, denominado “la radio volumen 16 -FM 106.9 suena al volumen de tu vida” que es utilizada por la comunidad educativa, como una herramienta pedagógica y que contribuye a la formación integral de las/los estudiantes. 

#### Escuela Provincial de Comercio n.º19
Fundada inicialmente como Escuela Nacional de Comercio, el 10 de junio de 1948, es la escuela pública de enseñanza secundaria más antigua de Eldorado y con la mayor cuota de alumnos actualmente, ubicada en la calle San Luis 297, km 9.

#### Instituto San Francisco de Asís
Es una escuela pública de gestión privada, ubicada en el km 8, barrio Belgrano, calle Moreno n.º 341. Fundada el 24 de septiembre de 1974. Actualmente cuenta con tres niveles educativos: Nivel Inicial - Nivel Primario y Secundario.

#### Bop n.º46
Fundada el 20 de mayo de 1990, esta escuela de nivel secundario cuenta con doscientos sesenta alumnos, cuarenta y cuatro profesores, tres preceptores y un personal de maestranza. Las clases públicas se imparten en el turno de la mañana. Se encuentra ubicada sobre la calle Sarmiento y Paraguay en el barrio Sarmiento km 6.

#### EPET n.º54
Esta institución empezó a funcionar desde 2014 como una escuela independiente ya que anteriormente dependía de la EPET 6, se encuentra en el kilómetro 2, sobre la avenida san Martín y calle la colina. Su formación técnica se basa en el rubro de la informática y otorga el título de "Técnico en informática profesional y personal".

#### EPET n.º6
Esta Institución empezó a funcionar en el año 1969 ubicada en el kilómetro 2 de esa ciudad (Actual ubicación de la EPET 54). En el año 2011 se fundó un segundo edificio ubicado en el centro de la ciudad, en calle la colina y Cervantes 1575 donde más adelante (Año 2014) Pasaría a ser su lugar definitorio. Su formación técnica consiste en 3 modalidades distintas, electromecánica, electrónica y construcciones y cada una de estas posee su propio título. "Técnico en electromecánica"; "Técnico en electrónica" y "Maestro Mayor de Obras". Además, es la única escuela pública que cuenta con la modalidad de Electrónica en toda la provincia.

## Parroquias de la Iglesia católica en Eldorado
| Diócesis   | Puerto Iguazú                                                                                                   |
| ---------- | --- |
| Parroquias | San Francisco de Asís y Santa Rita, Espíritu Santo, Inmaculada Concepción, San Miguel, Sagrado Corazón de Jesús |